# 兰陵郡
兰陵郡，中国古代的郡。

## 建置沿革
晉惠帝元康元年（291年），分東海郡為東海國、蘭陵國，以封司馬越、衛瓘。蘭陵國治承县（今山东省枣庄市东南、兰陵县西南），屬徐州，領承、蘭陵、昌慮、合鄉、戚五縣，辖境约今山东省枣庄市大部及兰陵县西南。晉懷帝永嘉中，徙封蘭陵公於江夏郡，東海王司馬越增封蘭陵郡。
後趙六年（324年），攻取東晉蘭陵郡。趙武帝時，改蘭陵郡為武興郡。晉穆帝永和七年（351年），收復蘭陵郡，永和十一年（355年）又為前燕所取，後又收復。前秦建元十五年（379年），攻取東晉蘭陵郡。晉孝武帝太元九年（384年），收復蘭陵郡。
至劉宋時，蘭陵郡僅餘昌慮、承、合鄉三縣。宋明帝泰始三年（467年），蘭陵郡入北魏。東魏初，廢蘭陵郡。東魏孝靜帝武定五年（547年），復置蘭陵郡，治承城，領昌慮、承、合鄉、蘭陵四縣。
北齊文宣帝天保七年（556年），昌慮、合鄉、蘭陵三縣併入承縣。隋文帝開皇三年（583年），廢蘭陵郡，承縣直屬徐州。

## 人口
- 宋孝武帝大明八年（464年），蘭陵郡有3164戶、14597口。[1]
- 東魏孝靜帝武定中（543年－550年），蘭陵郡有7424戶、15776口。[5]

## 行政長官

### 蘭陵內史（300年代－324年）
- 蘇峻，字子高，長廣掖人，晉元帝永昌元年（322年）離任。[6]

### 蘭陵太守（351年－530年代）
- 孫黑，晉穆帝永和十一年（355年）以郡降於前燕。[7]
- 張閔子，晉廢帝太和六年（371年）見任。[8]
- 李勰，字小同，趙郡人，北魏道武帝時追贈。[9]
- 蒯恩，字道恩，蘭陵承人，晉安帝義熙九年（413年）見任。[6]
- 徐道度，东莞姑幕人，宋文帝時在任。[10]
- 徐文伯，东莞姑幕人。[11]
- 垣崇祖，字敬遠，下邳人，宋明帝泰始二年（466年）出任。[12]
- 桓忻，宋明帝泰始三年（467年）降於北魏。[13]
- 崔隆宗，清河東武城人。[14]
- 劉元孫，彭城人，北魏孝文帝太和十九年（495年）出任，治以清靜為名，卒官。[15]
- 劉世明，字伯楚，彭城人。[15]
- 王延，太原晉陽人。[16]
- 楊次德，恒農華陰人。[17]
- 元仲淵，河南洛陽人。[18]
- 李義，北魏孝莊帝永安三年（530年）見任。[19]
- 鄭顥，滎陽人，北魏孝武帝永熙三年（534年）離任。[20]

### 蘭陵太守（547年－577年）
- 盧景柔，范陽人，北齊時在任。[21][22]
- 高構，字孝基，北海人，北齊時在任。[23]

## 國主
- 蘭陵成公衛瓘，291年追封。
  - 蘭陵貞世子衛恆，291年追贈。
    - 蘭陵公衛璪，永嘉中徙封江夏。
- 東海孝獻王司馬越，291年－311年在位，永嘉中始以蘭陵郡為東海國的支郡。
  - 東海世子司馬毗。
    - 東海哀王司馬沖（繼子），？－341年在位，324年封土失陷。